# 郭棻

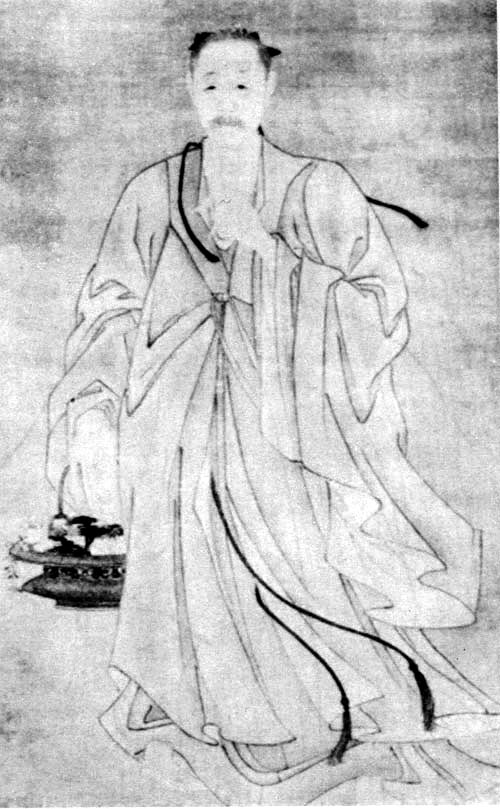
1939年《学源堂全集》之郭棻像

郭棻（1622年—1690年），字芝仙，号快庵、快圃，直隶清苑县人。清朝官员、学者、书法家。

## 生平
顺治九年（1652年）壬辰科进士，选庶吉士，授翰林院检讨，歷官赞善、大理寺正、内阁学士等。上奏多直言，工书法，与沈荃并称“南沈北郭”。有《学源堂集》。